# Луис, Джо
Джозеф Луис Бэрроу (англ. Joseph Louis Barrow, более известный как Джо Луис (англ. Joe Louis); 13 мая 1914, Лафейетт, Алабама, США — 12 апреля 1981, Лас-Вегас, США) — американский боксёр-профессионал, выступавший в тяжёлой весовой категории. Победил 21 бойца за титул чемпиона мира в тяжелом весе.
Занимает 10-е место в рейтинге лучших боксёров всех времён и народов вне зависимости от весовой категории по версии BoxRec. Четыре раза признавался «Боксёром года» по версии журнала «Ринг»: 1936, 1938, 1939, 1941. В 2003-м году журнал «Ринг» поставил Джо Луиса на 1-е место в списке величайших панчеров всех времён.

## Биография
Родился 13 мая 1914 года.
Его отец работал на хлопковой плантации, и семья постоянно боролась с бедностью. В 1924 году семейство перебралось в Детройт, где Джо Луис стал работать вместе с отцом на заводе Форда.
До 1934 года Джо Луис выступал на любительском ринге.
В 1936 году он получил патент боксера-профессионала, и вскоре началась его выдающаяся карьера на большом ринге. Через 10 лет после прибытия в Детройт Джо Луис выиграл «Золотые перчатки» в тяжелом весе среди любителей, что открыло ему путь на профессиональный ринг.

## Любительская карьера
В 1935 году Луис выиграл чикагские «Золотые перчатки» и чемпионат США в полутяжёлом весе.

## Профессиональная карьера
Дебютировал в июле 1934 года в бою с Джеком Крекменом, которого нокаутировал в 1 раунде.
В августе 1934 года встретился с Джеком Кранцем. В бою не было нокдаунов. Это был очень близкий бой, хотя Луис победил единогласным решением судей в 8 раундовом бою.
В сентябре 1934 года встретился с Адольфом Вейтером. В первом раунде Луис отправил Вейтера в нокдаун. Вейтер поднялся, после минуты отдыха восстановился и выровнял бой до конца седьмого раунда. Луис проводил много ударов в течение последних трех раундов, в результате чего победил единогласным решением судей.
В июне 1935 года встретился с Примо Карнерой. Луис применил старую тактику работы с более высоким противником: бил по корпусу, а когда Карнера опускал руки, переводил атаку в голову. В 6 раунде Джо Луис трижды послал противника в нокдаун, после чего Карнера стал «совершенно беспомощным», стал цепляться за канаты и рефери остановил бой.
В сентябре 1935 года встретился с Максом Бэром. После первого раунда, когда все в принципе уже было ясно, Джек Демпси, который, как всегда, секундировал своего друга, желая его подбодрить, сказал: «Малыш, да он тебя ни разу по-настоящему не ударил». Макс в ответ ухмыльнулся всем своим избитым лицом и сказал подчеркнуто унылым голосом: «Тогда, Джек, ты бы лучше присматривал за рефери, а то там на ринге кто-то очень сильно меня бьет». Бэр был нокаутирован в четвёртом раунде.
В июне 1936 года встретился Максом Шмеллингом. Во время боя Шмеллинг после выполнения джеба Луиса сразу отвечал своим излюбленным кроссом. И это принесло ему успех. Луис дважды побывал в нокдауне в 4 и 12 раунде. Шмеллинг сенсационно победил нокаутом в 12 раунде. Бой получил статус Бой года по версии журнала Ринг.
В августе 1936 года встретился с Джеком Шарки. Луис победил нокаутом в 3 раунде.
Затем Луис одержал 5 побед нокаутами.
В январе 1937 года встретился с Бобом Пастором. Луис победил единогласным решением судей.

#### Чемпионский бой с Джеймсом Брэддоком
В июне 1937 года в бою за титул чемпиона мира встретился с Джеймсом Брэддоком. В первом раунде Луис, увлёкшись атакой, нарвался на встречный апперкот Брэддока, в результате чего оказался в нокдауне. Но затем Луис выигрывал бой и в 8 раунде нокаутировал соперника.
В августе 1937 года встретился с Томми Фарром. Фарр оказал хорошее сопротивление Луису, но в итоге Луис победил единогласным решением судей.
В июне 1938 года состоялся матч-реванш Джо Луиса и Макса Шмеллинга. В этот раз Луис победил нокаутом в 1 раунде.
В 1939 году выиграл 4 боя нокаутом.
В феврале 1940 года встретился с Артуро Годой. Луис победил раздельным решением судей. Годой возмущался результатом, заявив что как минимум заслужил ничью.
В июне 1940 года состоялся реванш Джо Луиса и Артуро Годой. В 8 раунде Луис дважды отправил Годоя в нокдаун и победил техническим нокаутом в 8 раунде.
В июне 1941 года встретился с Билли Конном. Перед боем Луис согнал вес за очень короткий срок, чтобы увеличить скорость, так как Конн был легче него на 14 килограммов, но это не помогло ему. Более быстрый Конн за счёт скорости и джеба выигрывал бой. Луис не мог приспособиться к быстрому противнику и постоянно мазал. В 13 раунде Луис поймал Конна встречным ударом и двумя ударами справа в челюсть отправил соперника в нокаут. На момент остановки боя Конн вёл на картах 2 судей, тогда, как третий судья поставил ничью.
В июне 1946 года состоялся реванш Джо Луиса и Билли Конна. На этот раз Луис выигрывал бой и победил нокаутом в 8 раунде.
В декабре 1947 года встретился с Джерси Джо Уолкоттом. Уолкотт дважды отправлял Луиса в нокдаун в 1 и 4 раунде, но в итоге Луис победил раздельным решением судей. Решение было спорным.
В июне 1948 года состоялся реванш Джо Луиса и Джерси Джо Уолкотта. В 3 раунде Уолкотт отправил Луиса в нокдаун. В 11 раунде Уолкотт, уверовавший в свою победу заигрался, чем воспользовался Джо Луис, нанеся точный удар по Уолкотту и нокаутировав соперника. На момент остановки боя у судей складывалась ничья. После этого боя Луис объявил о завершении карьеры.

## Возвращение

#### Чемпионский бой с Эззардом Чарльзом
После ухода Джо Луиса трон чемпиона в тяжелом весе оказался вакантным и Национальная боксерская ассоциация организовала бой за него между Эззардом Чарльзом и другим известным тяжеловесом Джерси Джо Уолкоттом. Бой состоялся 22 июня 1949 года, по очкам уверенно победил Чарльз. Однако чемпионом его признала только Национальная боксерская ассоциация, а Атлетические комиссии разных штатов сделать это отказались. Никаких юридических оснований у них для такого решения не было, но слава Джо Луиса была слишком велика и затмевала достижения Чарльза.
На счастье вскоре из-за финансовых проблем на ринг решил возвратиться Джо Луис. 7 сентября 1950 года состоялась встреча Чарльз-Луис. Эззард Чарльз доминировал на протяжении всего боя и выиграл по очкам единогласным решением судей. После победы над Луисом Чарльза наконец-то признали полноправным чемпионом мира.
После этого боя Луис выиграл 8 боёв.

#### Бой с Рокки Марчиано
После этого провёл серию успешных боёв, однако 1951 году потерпел поражение нокаутом от Рокки Марчиано и покинул бокс окончательно.

## Статистика боёв
В таблице перечислены результаты всех поединков боксёров.
В каждой строке указан результат поединка. Дополнительно номер поединка обозначен цветом, который обозначает итог поединка. Расшифровка обозначений и цветов представлена в нижеследующей таблице.
| Пример | Расшифровка                     |
| ------ | ------------------------------- |
|        | Победа                          |
|        | Ничья                           |
|        | Поражение                       |
|        | Планируемый поединок            |
|        | Поединок признан несостоявшимся |
| КО     | Нокаут                          |
| ТКО    | Технический нокаут              |
| PTS    | Решение судей (по очкам)        |
| UD     | Единогласное решение судей      |
| MD     | Решение большинства судей       |
| SD     | Раздельное решение судей        |
| RTD    | Отказ от продолжения боя        |
| DQ     | Дисквалификация                 |
| NC     | Поединок признан несостоявшимся |

| Бой | Дата             | Соперник                     | Место проведения                                      | Результат  | Примечание |
| --- | ---------------- | ---------------------------- | ----------------------------------------------------- | ---------- | --- |
| 69  | 26 октября 1951  | Рокки Марчиано (37-0-0)      | Madison Square Garden, Нью-Йорк, Нью-Йорк, США        | TKO8 (10)  | Луис два раза в нокдауне в 8-м раунде.                                                                                |
| 68  | 15 августа 1951  | Джимми Бивинс (78-20-1)      | Memorial Stadium, Балтимор, Мэриленд, США             | UD10 (10)  | Счёт судей: 7/3 и 6/3 (дважды).                                                                                       |
| 67  | 1 августа 1951   | Сесар Брион (32-5-0)         | Cow Palace, Дейли-Сити, Калифорния, США               | UD10 (10)  | Счёт судей: 56/44 и 55/45 (дважды).                                                                                   |
| 66  | 15 июня 1951     | Ли Саволд (100-36-3)         | Madison Square Garden, Нью-Йорк, Нью-Йорк, США        | KO6 (15)   | |
| 65  | 2 мая 1951       | Омелио Аграмонте (46-11-0)   | Olympia Stadium, Детройт, Мичиган, США                | UD10 (10)  | Счёт судей: 59/41 и 57/43 (дважды).                                                                                   |
| 64  | 23 февраля 1951  | Энди Уокер (17-8-7)          | Cow Palace, Дейли-Сити, Калифорния, США               | TKO10 (10) | |
| 63  | 7 февраля 1951   | Омелио Аграмонте (44-10-0)   | Miami Stadium, Майами, Флорида, США                   | UD10 (10)  | |
| 62  | 3 января 1951    | Фредди Бешоре (28-10-1)      | Olympia Stadium, Детройт, Мичиган, США                | TKO4 (10)  | |
| 61  | 29 ноября 1950   | Сесар Брион (29-3-0)         | Chicago Stadium, Чикаго, Иллинойс, США                | UD10 (10)  | Счёт судей: 55/45, 55/44, 56/44.                                                                                      |
| 60  | 27 сентября 1950 | Эззард Чарльз (64-5-1)       | Yankee Stadium, Бронкс, Нью-Йорк, США                 | UD15 (15)  | Чемпион мира в тяжёлом весе по версии NBA (4-я защита Чарльза). Счёт судей: 5/10, 3/12, 2/13.                         |
| 59  | 25 июня 1948     | Джерси Джо Уолкотт (44-12-2) | Yankee Stadium, Бронкс, Нью-Йорк, США                 | KO11 (15)  | Чемпион мира в тяжёлом весе (25-я защита Луиса).                                                                      |
| 58  | 5 декабря 1947   | Джерси Джо Уолкотт (44-11-2) | Madison Square Garden, Нью-Йорк, Нью-Йорк, США        | SD15 (15)  | Чемпион мира в тяжёлом весе (24-я защита Луиса). Луис в нокдауне в 1-м и в 4-м раундах. Счёт Судей: 6/7, 8/6, 9/6.    |
| 57  | 18 сентября 1946 | Тами Морьелло (69-7-1)       | Yankee Stadium, Бронкс, Нью-Йорк, США                 | KO1 (15)   | Чемпион мира в тяжёлом весе (23-я защита Луиса).                                                                      |
| 56  | 19 июня 1946     | Билли Конн (62-10-1)         | Yankee Stadium, Бронкс, Нью-Йорк, США                 | KO8 (15)   | Чемпион мира в тяжёлом весе (22-я защита Луиса).                                                                      |
| 55  | 14 ноября 1944   | Джонни Дэвис (3-3-0)         | Memorial Auditorium, Баффало, Нью-Йорк, США           | KO1 (4)    | |
| 54  | 27 марта 1942    | Эйб Саймон (36-9-1)          | Madison Square Garden, Нью-Йорк, Нью-Йорк, США        | TKO6 (15)  | Чемпион мира в тяжёлом весе (21-я защита Луиса). Саймон в нокдауне во 2-м и в 5-м раундах.                            |
| 53  | 9 января 1942    | Бадди Баер (53-6-0)          | Madison Square Garden, Нью-Йорк, Нью-Йорк, США        | KO1 (15)   | Чемпион мира в тяжёлом весе (20-я защита Луиса). Баер три раза в нокдауне.                                            |
| 52  | 29 сентября 1941 | Лу Нова (26-2-4)             | Polo Grounds, Нью-Йорк, Нью-Йорк, США                 | TKO6 (15)  | Чемпион мира в тяжёлом весе (19-я защита Луиса).                                                                      |
| 51  | 18 июня 1941     | Билли Конн (59-9-1)          | Polo Grounds, Нью-Йорк, Нью-Йорк, США                 | KO13 (15)  | Чемпион мира в тяжёлом весе (18-я защита Луиса).                                                                      |
| 50  | 23 мая 1941      | Бадди Баер (53-5-0)          | Griffith Stadium, Вашингтон, США                      | DQ7 (15)   | Чемпион мира в тяжёлом весе (17-я защита Луиса). Луис в нокдауне в 1-м раунде. Баер три раза в нокдауне в 6-м раунде. |
| 49  | 8 апреля 1941    | Тони Мусто (29-10-1)         | Arena, Сент-Луис, Миссури, США                        | TKO9 (15)  | Чемпион мира в тяжёлом весе (16-я защита Луиса). Мусто в нокдауне в 3-м раунде.                                       |
| 48  | 21 марта 1941    | Эйб Саймон (34-7-0)          | Olympia Stadium, Детройт, Мичиган, США                | TKO13 (20) | Чемпион мира в тяжёлом весе (15-я защита Луиса). Саймон четыре раза в нокдауне.                                       |
| 47  | 17 февраля 1941  | Гас Дорацио (51-9-1)         | Convention Hall, Филадельфия, Пенсильвания, США       | KO2 (15)   | Чемпион мира в тяжёлом весе (14-я защита Луиса).                                                                      |
| 46  | 31 января 1941   | Ред Бурман (73-16-1)         | Madison Square Garden, Нью-Йорк, Нью-Йорк, США        | KO5 (15)   | Чемпион мира в тяжёлом весе (13-я защита Луиса).                                                                      |
| 45  | 16 декабря 1940  | Эл Маккой (68-16-5)          | Boston Garden, Бостон, Массачусетс, США               | RTD5 (15)  | Чемпион мира в тяжёлом весе (12-я защита Луиса).                                                                      |
| 44  | 20 июня 1940     | Артуро Годой (52-10-7)       | Yankee Stadium, Бронкс, Нью-Йорк, США                 | TKO8 (15)  | Чемпион мира в тяжёлом весе (11-я защита Луиса). Годой два раза в нокдауне в 8-м раунде.                              |
| 43  | 29 марта 1940    | Джонни Пейчек (38-3-2)       | Madison Square Garden, Нью-Йорк, Нью-Йорк, США        | TKO2 (15)  | Чемпион мира в тяжёлом весе (10-я защита Луиса).                                                                      |
| 42  | 9 февраля 1940   | Артуро Годой (52-9-7)        | Madison Square Garden, Нью-Йорк, Нью-Йорк, США        | SD15 (15)  | Чемпион мира в тяжёлом весе (9-я защита Луиса). Счёт судей: 5/10, 10/5, 10/4.                                         |
| 41  | 20 сентября 1939 | Боб Пастор (38-4-4)          | Briggs Stadium, Детройт, Мичиган, США                 | KO11 (20)  | Чемпион мира в тяжёлом весе (8-я защита Луиса). Пастор четыре раза в нокдауне в 1-м раунде и один раз во 2-м.         |
| 40  | 28 июня 1939     | Тони Галенто (76-23-5)       | Yankee Stadium, Бронкс, Нью-Йорк, США                 | TKO4 (15)  | Чемпион мира в тяжёлом весе (7-я защита Луиса). Луис в нокдауне в 3-м раунде.                                         |
| 39  | 17 апреля 1939   | Джек Ропер (61-39-10)        | Wrigley Field, Лос-Анджелес, Калифорния, США          | KO1 (10)   | Чемпион мира в тяжёлом весе (6-я защита Луиса).                                                                       |
| 38  | 25 января 1939   | Джон Генри Льюис (97-9-4)    | Madison Square Garden, Нью-Йорк, Нью-Йорк, США        | KO1 (15)   | Чемпион мира в тяжёлом весе (5-я защита Луиса). Льюис три раза в нокдауне.                                            |
| 37  | 22 июня 1938     | Макс Шмелинг (52-7-4)        | Yankee Stadium, Бронкс, Нью-Йорк, США                 | KO1 (15)   | Чемпион мира в тяжёлом весе (4-я защита Луиса).                                                                       |
| 36  | 1 апреля 1938    | Гарри Томас (40-11-2)        | Chicago Stadium, Чикаго, Иллинойс, США                | KO5 (15)   | Чемпион мира в тяжёлом весе (3-я защита Луиса).                                                                       |
| 35  | 23 февраля 1938  | Натан Манн (40-4-3)          | Madison Square Garden, Нью-Йорк, Нью-Йорк, США        | KO3 (15)   | Чемпион мира в тяжёлом весе (2-я защита Луиса). Манн три раза в нокдауне.                                             |
| 34  | 30 августа 1937  | Томми Фарр (69-24-17)        | Yankee Stadium, Бронкс, Нью-Йорк, США                 | UD15 (15)  | Чемпион мира в тяжёлом весе (1-я защита Луиса). Счёт судей: 9/6, 8/5, 13/1.                                           |
| 33  | 22 июня 1937     | Джеймс Брэддок (45-23-4)     | Comiskey Park, Чикаго, Иллинойс, США                  | KO8 (15)   | Чемпион мира в тяжёлом весе (1-я защита Брэддока). Луис в нокдауне в 1-м раунде. Брэддок в нокдауне в 8-м раунде.     |
| 32  | 17 февраля 1937  | Нейти Браун (32-22-7)        | Municipal Auditorium, Канзас-Сити, Миссури, США       | KO4 (10)   | |
| 31  | 29 января 1937   | Боб Пастор (21-1-2)          | Madison Square Garden, Нью-Йорк, Нью-Йорк, США        | UD10 (10)  | Счёт судей: 6/3, 8/2, 8/1.                                                                                            |
| 30  | 11 января 1937   | Стив Кетчел                  | Broadway Auditorium, Баффало, Нью-Йорк, США           | KO2 (4)    | |
| 29  | 14 декабря 1936  | Эдди Симмс (23-21-3)         | Public Hall, Кливленд, Огайо, США                     | TKO1 (10)  | |
| 28  | 9 октября 1936   | Хорхе Брессия (8-0-0)        | Hippodrome, Нью-Йорк, Нью-Йорк, США                   | KO3 (10)   | |
| 27  | 22 сентября 1936 | Эл Эттор (56-7-2)            | Municipal Stadium, Филадельфия, Пенсильвания, США     | KO5 (15)   | Эттор в нокдауне в 4-м раунде.                                                                                        |
| 26  | 18 августа 1936  | Джек Шарки (37-12-3)         | Yankee Stadium, Бронкс, Нью-Йорк, США                 | KO3 (10)   | |
| 25  | 19 июня 1936     | Макс Шмелинг (48-7-4)        | Yankee Stadium, Бронкс, Нью-Йорк, США                 | KO12 (15)  | Луис в нокдауне в 4-м и 12-м раундах.                                                                                 |
| 24  | 17 января 1936   | Чарли Рецлафф (59-7-2)       | Chicago Stadium, Чикаго, Иллинойс, США                | KO1 (10)   | Рецлафф дважды в нокдауне.                                                                                            |
| 23  | 13 декабря 1935  | Паулино Ускудун (50-16-3)    | Madison Square Garden, Нью-Йорк, Нью-Йорк, США        | TKO4 (15)  | |
| 22  | 24 сентября 1935 | Макс Бэр (40-8-0)            | Yankee Stadium, Бронкс, Нью-Йорк, США                 | KO4 (15)   | |
| 21  | 7 августа 1935   | Кинг Левински (65-23-5)      | Comiskey Park, Чикаго, Иллинойс, США                  | TKO1 (10)  | Левински 3 раза в нокдауне.                                                                                           |
| 20  | 25 июня 1935     | Примо Карнера (81-7-0)       | Yankee Stadium, Бронкс, Нью-Йорк, США                 | TKO6 (15)  | |
| 19  | 22 апреля 1935   | Бифф Беннетт (12-14-1)       | Memorial Hall, Дейтон, Огайо, США                     | KO1 (6)    | |
| 18  | 12 апреля 1935   | Рой Лазер (35-2-2)           | Chicago Stadium, Чикаго, Иллинойс, США                | TKO3 (10)  | |
| 17  | 29 марта 1935    | Нейти Браун (30-17-7)        | Olympia Stadium, Детройт, Мичиган, США                | UD10 (10)  | |
| 16  | 8 марта 1935     | Дон Барри (52-20-12)         | Dreamland Auditorium, Сан-Франциско, Калифорния, США  | TKO3 (10)  | |
| 15  | 21 февраля 1935  | Ли Рамадж (40-9-5)           | Wrigley Field, Лос-Анджелес, Калифорния, США          | TKO2 (10)  | |
| 14  | 11 января 1935   | Ганс Бирки (31-28-8)         | Duquesne Gardens, Питтсбург, Пенсильвания, США        | TKO10 (10) | |
| 13  | 4 января 1935    | Петси Перрони (41-7-2)       | Olympia Stadium, Детройт, Мичиган, США                | PTS10 (10) | |
| 12  | 14 декабря 1934  | Ли Рамадж (40-8-5)           | Chicago Stadium, Чикаго, Иллинойс, США                | TKO8 (10)  | |
| 11  | 30 ноября 1934   | Чарли Массера (32-9-4)       | Coliseum, Чикаго, Иллинойс, США                       | KO3 (10)   | |
| 10  | 14 ноября 1934   | Стенли Пореда (28-8-0)       | Arcadia Gardens, Чикаго, Иллинойс, США                | KO1 (10)   | |
| 9   | 31 октября 1934  | Джек О’Дауд (23-8-2)         | Arena Gardens, Детройт, Мичиган, США                  | KO2 (10)   | |
| 8   | 24 октября 1934  | Арт Сайкс (4-5-0)            | Arcadia Gardens, Чикаго, Иллинойс, США                | KO8 (10)   | |
| 7   | 26 сентября 1934 | Адольф Вайатер (16-1-1)      | Arcadia Gardens, Чикаго, Иллинойс, США                | PTS10 (10) | |
| 6   | 11 сентября 1934 | Эл Делейни (23-1-0)          | Naval Armory, Детройт, Мичиган, США                   | TKO4 (10)  | |
| 5   | 27 августа 1934  | Бак Эверетт (38-16-3)        | Marigold Gardens Outdoor Arena, Чикаго, Иллинойс, США | KO2 (8)    | |
| 4   | 13 августа 1934  | Джек Кранц (14-0-0)          | Marigold Gardens Outdoor Arena, Чикаго, Иллинойс, США | UD8 (8)    | |
| 3   | 30 июля 1934     | Ларри Уделл (26-6-2)         | Marigold Gardens Outdoor Arena, Чикаго, Иллинойс, США | TKO2 (8)   | |
| 2   | 12 июля 1934     | Вилли Дэвис (9-10-2)         | Bacon’s Arena, Чикаго, Иллинойс, США                  | TKO3 (6)   | |
| 1   | 4 июля 1934      | Джек Кракен (27-7-3)         | Bacon’s Arena, Чикаго, Иллинойс, США                  | KO1 (6)    | |
| Бой | Дата             | Соперник                     | Место проведения                                      | Результат  | Примечание |

## Рекорд
Джо Луис владел титулом чемпиона мира в тяжёлом весе на протяжении 11 лет 8 месяцев и 7 дней (с 22 июня 1937 по 1 марта 1949). В этот период он провёл 25 успешных защит.

## Интересные факты
- Снимался в кино. Наиболее известные его фильмы — «Дух юности» (Spirit of Youth), «Бой никогда не кончается» (The Fight Never Ends), «Финкс» (The Phynx).
- О самом Джо Луисе снято несколько художественных фильмов: «История Джо Луиса», «Джо и Макс» .